# Wincenty Tyszkiewicz
Wincenty Tyszkiewicz herbu Leliwa (ur. 1757, zm. 1816) – polski hrabia, referendarz wielki litewski, pisarz wielki litewski 1780-1781, starosta strzałkowski, pan na Łohojsku i Świsłoczy.
Poseł na sejm 1780 roku z województwa wileńskiego.
W 1783 odznaczony Orderem Orła Białego, kawaler Orderu Świętego Stanisława. 
Jego żoną była Maria Teresa Poniatowska, bratanica króla Stanisława Augusta Poniatowskiego i siostra Józefa Poniatowskiego. Małżeństwo rozpadło się wkrótce po ślubie i małżonkowie nie żyli ze sobą.